# Pradons

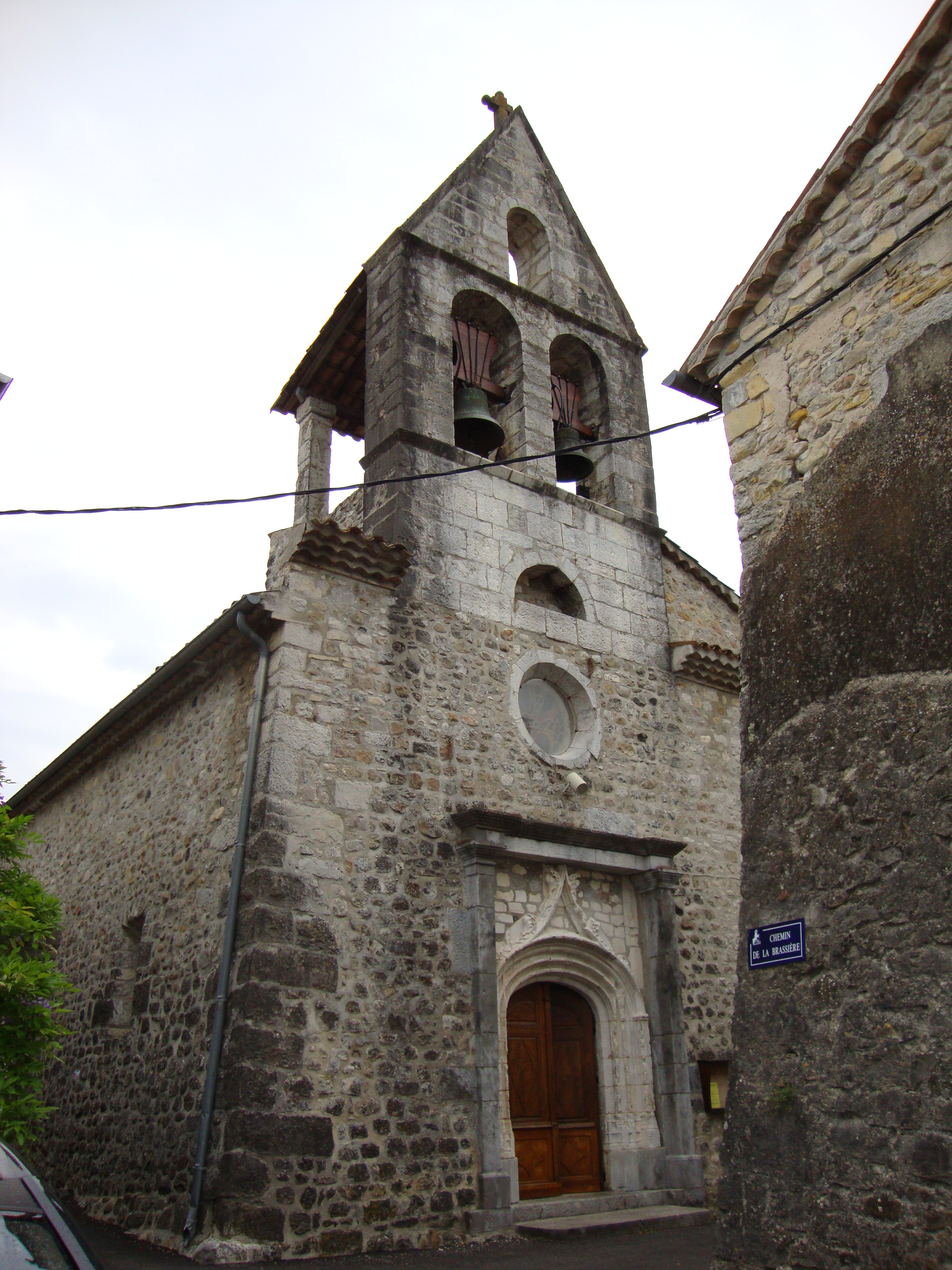
Romański kościół św. Andrzeja (2010)

Pradons – miejscowość i gmina we Francji, w regionie Owernia-Rodan-Alpy, w departamencie Ardèche.
Według danych na rok 1990 gminę zamieszkiwało 220 osób, a gęstość zaludnienia wynosiła 28 osób/km² (wśród 2880 gmin regionu Rodan-Alpy Pradons plasuje się na 1407. miejscu pod względem liczby ludności, natomiast pod względem powierzchni na miejscu 1290.).